# エストニア公国

エストニア公国
Hertigdömet Estland (スウェーデン語)

スウェーデン帝国のバルト地域の版図（17世紀）

エストニア公国（エストニアこうこく、スウェーデン語: Hertigdömet Estland）は、1561年から1721年までスウェーデン帝国の自治領であった地域である。スウェーデン領エストニアとしても知られる。
リヴォニア戦争の最中、現代のエストニアの北部でスウェーデンの法が敷かれた際に、スウェーデンの統治が始まった。レヴァル（Reval）とハリュ地区（Harjumaa）、西ヴィル地区（Lääne Virumaa）、ラプラ地区（Raplamaa）、イェルヴァ地区（Järvamaa）は1561年に降伏し、ラーネ地区（Läänemaa）も1581年に征服された。エストニア公国全体は1595年にロシアとの講和条約によって確定した。
レヴァルは、スウェーデン帝国内で特別な地位を獲得し、この地の騎士階級とバルト・ドイツ人の貴族は独自の特権と貴族身分を与えられた。さらに地方議会を代表する権利と広範な自治、特権を獲得した。一方、スウェーデンより派遣された行政官は、この地の安全確保と収税であり、スウェーデンが絶対君主制を確立するまではエストニアへの干渉は僅かであった。
大北方戦争の結果、スウェーデンはロシア帝国に敗れ、ニスタット条約でエストニアはロシアに譲渡された。ロシアに征服されるまでの時代はエストニアの口語では「古き良きスウェーデンの時（エストニア語:vana hea Rootsi aeg）」として知られている。しかし、「古き良きスウェーデンの時」という表現はロシアの統治以前には使われていなかった。この表現が使われ始めたとき、エストニアの農村は急激に衰退し始めていた。ロシアはドイツ人貴族の支援を得るために、地主にさらに権力を与えたため、エストニアの農民たちはさらに搾取されるようになったのである。

## 註
1. ↑  The Swedish imperial experience 1560-1718 By Michael Roberts, ISBN 0521278899, p 30.
2. ↑  Baltic Postcolonialism By Violeta Kelertas, p. 397